# Heřman Hohenlohe-Langenburský
Heřman Hohenlohe-Langenburský (Heřman Arnošt František Bernard; 31. srpna 1832, Langenburg – 9. března 1913, Langenburg) byl 6. kníže z Hohenlohe-Langenburgu a syn knížete Arnošta I. z Hohenlohe-Langenburgu a Feodory Leiningenské (nevlastní sestry britské královny Viktorie).
Knížetem z Hohenlohe-Langenburgu se stal 21. dubna 1860, když se jeho starší bratr Karl zu Hohenlohe-Langenburg vzal svých práv na trůn.

## Život a kariéra
Od 5. listopadu 1894 do 1. října 1907 působil jako císařský místodržitel Alsaska-Lotrinska po svém příbuzném, Chlodwigovi zu Hohenlohe-Schillingsfürst.
19. září 1899 on a jeho žena byli v salonním železničním vagónu na nádraží v Perthu, když se stala nehoda. Podplukovník H. A. Yorke, inspekční důstojník železnic, který o nehodě informoval, řekl, že se jim podařilo zázračně uniknout zranění, když se jiný vlak srazil se stojícím vlakem, ve kterém stáli.

## Manželství a potomci
24. září 1862 se jako třicetiletý v Karlsruhe oženil s o pět let mladší princeznou Leopoldinou, nejmladší dcerou bádenského prince Viléma. Manželé spolu měli tři děti:
- Arnošt II. Hohenlohe-Langenburský (13. září 1863 – 11. prosince 1950) ⚭ 1896 Alexandra Sasko-Koburská (1. září 1878 – 16. dubna 1942)
- Elisa Hohenlohe-Langenburská (4. září 1864 – 18. března 1929) ⚭ 1884 Jindřich XXVII. z Reussu (10. listopadu 1858 – 21. listopadu 1928)
- Feodora Hohenlohe-Langenburská (23. července 1866 – 1. listopadu 1932) ⚭ 1894 Emich Leiningenský (18. ledna 1866 – 18. července 1939)

Kníže Heřman zemřel 9. března 1913 ve věku 80 let v rodném Langenburgu.